# 북방흰뺨오리
북방흰뺨오리는 기러기목 오리과에 속하는 새이다.

## 생김새
이마의 경사가 심하다. 수컷은 얼굴에 물방울 모양의 흰색 점이 있다. 머리는 광택이 있는 자주색이고 어깨에 흰색 점이 여러 개가 있다. 암컷은 흰뺨오리 암컷과 생김새가 매우 유사하며 부리 전체가 노란색이라는 차이점이 있다. 어린새는 머리 형태를 제외하면 흰뺨오리와 구분하기 어렵다.

## 서식지
알래스카 남부, 북미 서부, 그린란드 남부 등에서 번식하고 번식지 주변 해안에서 월동을 한다. 한국에서는 1983년 2월 낙동강 하구에서 관찰된 기록이 있다.